# Giorgi Margvelasjvili
Giorgi Margvelasjvili (Georgisch: გიორგი მარგველაშვილი)  (Tbilisi, 4 september 1969) is een Georgisch politicus. Tussen 2013 en 2018 was hij de president van Georgië. Daarvoor was hij 9 maanden minister van Onderwijs, onder premier Bidzina Ivanisjvili in de eerste Georgische Droom-regering.

## Biografie
Giorgi Margvelasjvili werd op 4 september 1969 geboren in hoofdstad Tbilisi. Zijn vader was ingenieur en zijn moeder een psychologe. Margvelasjvili ging naar dezelfde middelbare school N1 in Tbilisi als de eerste Georgische president Zviad Gamsachoerdia, waarna hij van 1987 tot 1992 studeerde aan de Faculteit der Wijsbegeerte van de Staatsuniversiteit van Tbilisi. Hij vervolgde zijn studie in 1993-1994 aan de Centraal-Europese Universiteit in Praag. Aansluitend studeerde Margvelasjvili tot 1996 aan het Instituut voor Wijsbegeerte van de Georgische Academie van Wetenschappen en doceerde hij tot 1997 filosofie en culturele studies aan de Vrije Universiteit van Tbilisi, waar hij in 1998 promoveerde naar doctor in de wijsbegeerte.
Margvelasjvili werkte van 1995 tot 2000 als programma-adviseur bij de Georgische vestiging van het Amerikaanse National Democratic Institute. Daarna werkte hij tot 2012 in verschillende functies bij het Georgische Instituut van Publieke Zaken (GIPA), waar hij twee periodes als rector fungeerde en in de jaren 2006 tot 2010 als hoofd van de onderzoeksafdeling. In de jaren 1990 werkte Margvelasjvili, die aan bergbeklimmen deed, ook als berggids voor verschillende reisorganisaties.

## Politiek
Margvelashvili raakte voorafgaand aan de parlementsverkiezingen van november 2003 voor een korte periode betrokken bij de politiek, toen Zoerab Zjvania en Nino Boerdzjanadze hem uitnodigden in hun partij Boerdzjanadze-Democraten. Margvelasjvili stond voor deze verkiezingen op de tiende plek van de partijlijst. Na de Rozenrevolutie, die uitbrak als gevolg van de frauduleus verlopen verkiezing, ging deze partij samen met de Verenigde Nationale Beweging van Micheil Saakasjvili en stopte Margvelashvili enige jaren met de politiek. In juli 2008 werd hij lid van de raad van advies van de Stichting voor Democratie en Ontwikkeling die Boerdzjanadze oprichtte nadat ze de Verenigde Nationale Beweging had verlaten. Hij bekritiseerde regelmatig de regering van Saakasjvili als autoritair en corrupt.

### Minister
Margvelashvili was rond 2011, toen oligarch Bidzina Ivanisjvili zijn intrede deed in de Georgische politiek met de oprichting van Georgische Droom, een frequent politiek commentator en steunde Ivanisjvili en zijn oppositiecoalitie. Hij was niet direct betrokken bij de campagne van Georgische Droom in aanloop naar de parlementsverkiezingen van oktober 2012 en was ook geen lid van deze of andere politieke partij. Na de verkiezingen, die door Georgische Droom gewonnen werden, vroeg Ivanisjvili hem als minister van Onderwijs in zijn kabinet. Margvelashvili werd enkele maanden later gepromoveerd tot eerste vice-premier. Onder zijn ministerschap werd een substantiële verhoging van lerarensalarissen in gang gezet en werden investeringen in de schoolinfrastructuur gedaan.
In mei 2013 werd Margvelasjvili door Georgische Droom naar voren geschoven als hun kandidaat voor de presidentsverkiezingen van oktober 2013, ook al was hij formeel geen partijlid. Hij was op dat moment in opiniepeilingen minder populair dan andere kabinetsleden van de partij. In juli 2013 nam hij ontslag als minister om zich te richten op de presidentsverkiezingen en om de schijn van misbruik van institutionele capaciteiten voor zijn campagne te voorkomen. Hij droeg zijn vice-minister Tamar Sanikidze voor als opvolger.

## Presidentschap

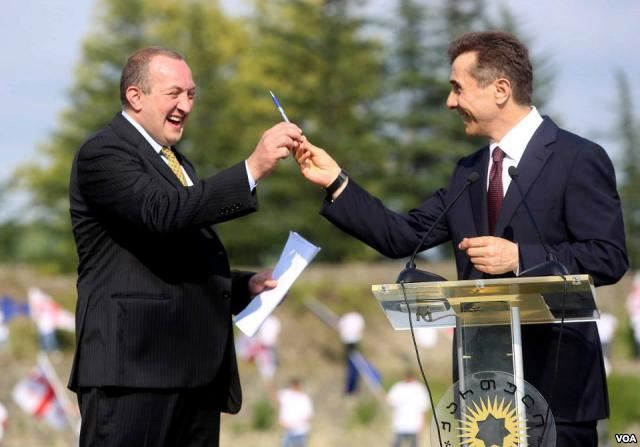
Giorgi Margvelasjvili met Bidzina Ivanisjvili (2013).

Margvelasjvili voerde campagne met premier Ivanisjvili, die hem bij tal van campagnebijeenkomsten vergezelde. Tien dagen voor de verkiezingen zorgde Margvelasjvili voor verbazing door aan te kondigen uit de race te stappen als er een tweede ronde nodig zou zijn. Hij won de verkiezingen in een ronde met 62,1% van de stemmen. Zijn belangrijkste tegenstrever, David Bakradze van de Verenigde Nationale Beweging en de beoogd opvolger van president Saakasjvili, bleef op 21% steken.
De verkiezing van Margvelasjvili werd gezien als een breuk met het verleden, waarin flamboyante persoonlijkheden zoals Gamsachoerdia, Sjevardnadze en Saakasjvili het politieke klimaat overheersten. Daarnaast transformeerde Georgië met de verkiezing van een presidentiële- naar een parlementaire republiek en werd de macht van de president beperkt. In een eerste interview voor de Russische televisie liet Margvelasjvili in lijn met de koers van Georgische Droom-regering weten de relaties met Rusland te willen normaliseren, wat niet bij iedere Georgiër in goede aarde viel.

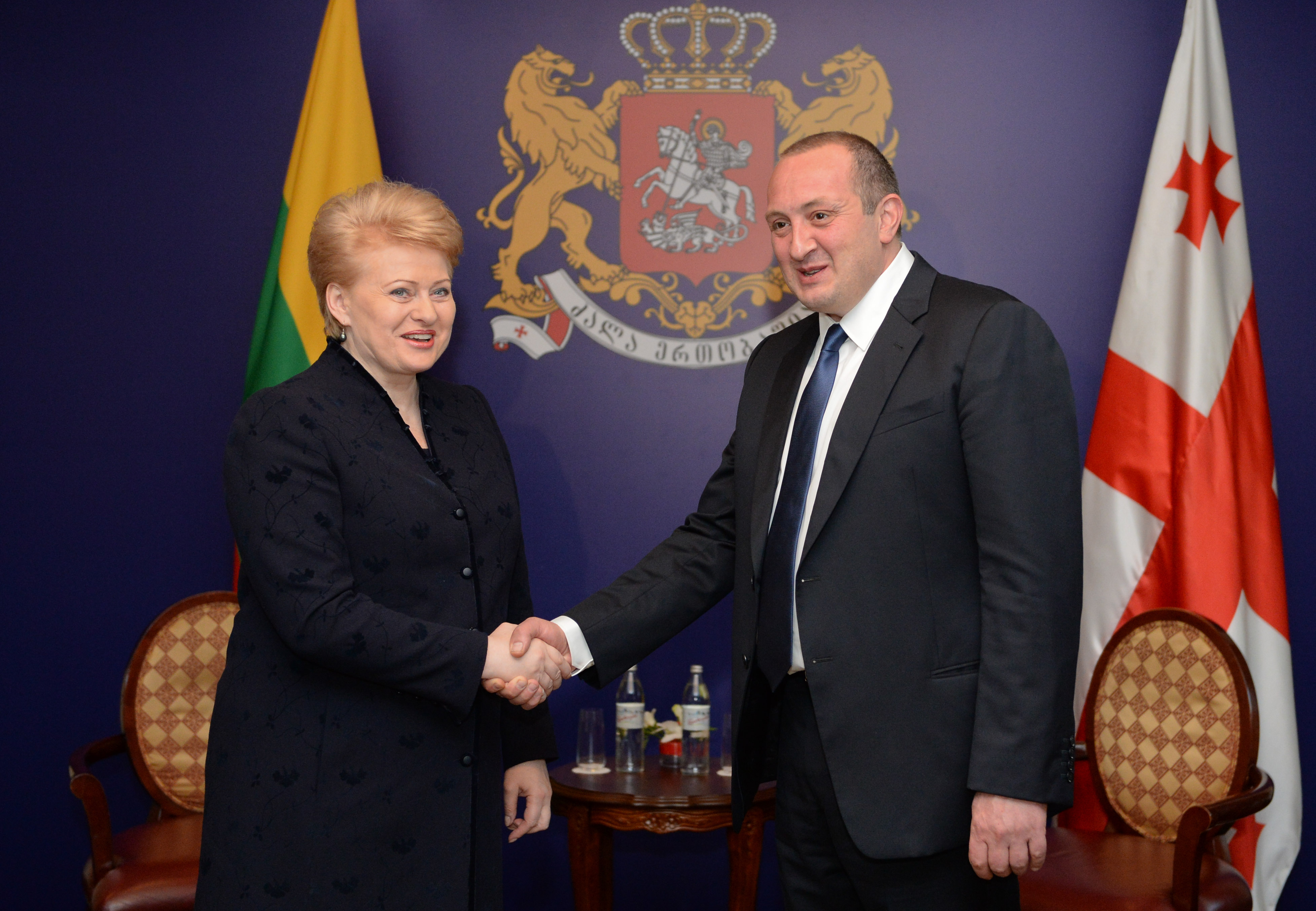
Margvelasjvili met de Litouwse president Dalia Grybauskaitė, gastvrouw van de EU Oostelijk Partnerschap-top in Vilnius.

Elf dagen na zijn inhuldiging maakte Margvelasjvili zijn eerste buitenlandse reis als president. In Vilnius werd op de Oostelijk Partnerschap-top het associatieverdrag met de Europese Unie geïnitieerd, de laatste fase voor de definitieve ondertekening. Dit was door de EU in het vooruitzicht gesteld onder voorwaarde dat de verkiezingen van 2012 en 2013 goed zouden verlopen en er een vreedzame machtsoverdracht zou kunnen plaatsvinden. In zijn rede voor de top zei Margvelasjvili dat Georgië vastbesloten was "snel vooruitgang te boeken met hervormingen om de politieke associatie en economische integratie met de EU tijdig te consolideren".

### Onmin met Georgische Droom
In het voorjaar van 2014 kreeg Margvelasjvili kritiek van Ivanisjvili, die inmiddels zijn premierschap had verruild voor een rol in de achtergrond. Margvelasjvili was teruggekomen op het besluit om kantoor te houden in het regeringsgebouw in plaats van het presidentiële Avlabari-paleis, waar de regering vanaf wilde. Dit paleis werd sterk geassocieerd met Saakasjvili die het met grandeur had laten restaureren. De Georgische Droom-regering was voornemens een 19e-eeuws pand in de binnenstad van Tbilisi te renoveren als residentie voor de president, maar Margvelasjvili wilde hier niets van weten. De relatie tussen Margvelasjvili en de regering kwam daarna vaker onder druk te staan.

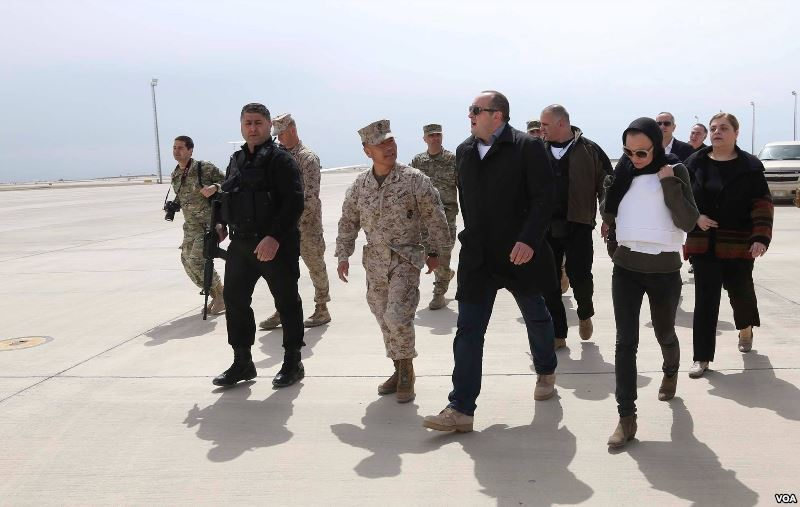
Op bezoek bij de Georgische troepen in Afghanistan (2014).

Op 4 december 2015 maakte president Margvelasjvili bekend dat hij het Georgische staatsburgerschap van zijn voorganger Saakasjvili per decreet had ingetrokken, nadat deze in mei 2015 de Oekraïense nationaliteit had aangenomen. Een dubbele nationaliteit is volgens de Georgische wet niet toegestaan, een regel die selectief wordt toegepast. Een half jaar later werden de scheuren groter in de relatie tussen de president en Georgische Droom die hem op het schild hadden gehesen. Margvelasjvili betrok de stelling dat Georgië een probleem heeft met democratie, nadat rechters van het Grondwettelijk Hof beweerden dat ze onder druk waren gezet om in rechtszaken ten gunste van de regering te beslissen.
In de loop van zijn termijn werd Margvelasjvili steeds kritischer naar de Georgische Droom-regering toe, wat tot verdere frictie leidde met het partijleiderschap dat hem naar voren had geschoven als loyalist. De regering zette na de parlementsverkiezingen van 2016 grondwetswijzigingen in gang, waarmee het onder andere de mandaten van de president verder in wilde perken en tevens de openbare verkiezing wilde vervangen door een verkiezing door middel van een kiescollege. Deze en andere zaken bevielen Margvelasjvili niet, onder meer vanwege het verzwakken van de democratie en de balans van macht en tegenmacht. Hij zette regelmatig zijn presidentiële recht in om wetten terug te sturen naar het parlement, dat meestal zonder succes was door de lage drempel voor het parlement dit te kunnen negeren.
Margvelasjvili besloot zich niet verkiesbaar te stellen voor een tweede termijn bij de verkiezingen van 2018. In december 2018 werd hij opgevolgd door Salome Zoerabisjvili.

## Na het presidentschap
Na zijn presidentschap trok Margvelasjvili zich terug in Doesjeti, ongeveer 50 kilometer ten noorden van Tbilisi, waar hij zijn docentschap oppakte, een gastenverblijf verhuurde en zich toelegde op meubelmakerij. In juni 2019 deed Margvelasjvili mee aan demonstraties tegen de Georgische Droom-regering.
Eind 2021 betuigde hij steun aan Micheil Saakasjvili, die twee maanden eerder door de Georgische autoriteiten gevangen genomen was en noemde hij Saakasjvili een gevangene van Vladimir Poetin. In april 2023 sprak Margvelasjvili zich in felle bewoordingen uit tegen de regering tijdens een pro-EU manifestatie in Tbilisi op de herdenkingsdag van de tragedie van 9 april Hij zei dat de Georgische regering "wordt bestuurd vanuit Moskou en het is onze plicht ons vaderland te redden van Russische handlangers. Wij zijn vrijheidslievende mensen, onderdeel van de Europese familie. Wij wijzen Russische slavernij af".

## Persoonlijk leven
In september 2014 trouwde Giorgi Margvelasjvili in Doesjeti met zijn twee jaar jongere partner Maka Tsjitsjoea, waarmee hij twee zonen kreeg. Hij heeft een dochter uit een eerdere relatie. In zijn vrije tijd doet Margvelasjvili aan wandelen, paardrijden en vrienden ontvangen in zijn huis.